# Semiothisa inconspicua
Semiothisa inconspicua là một loài bướm đêm trong họ Geometridae.